# Bem usado

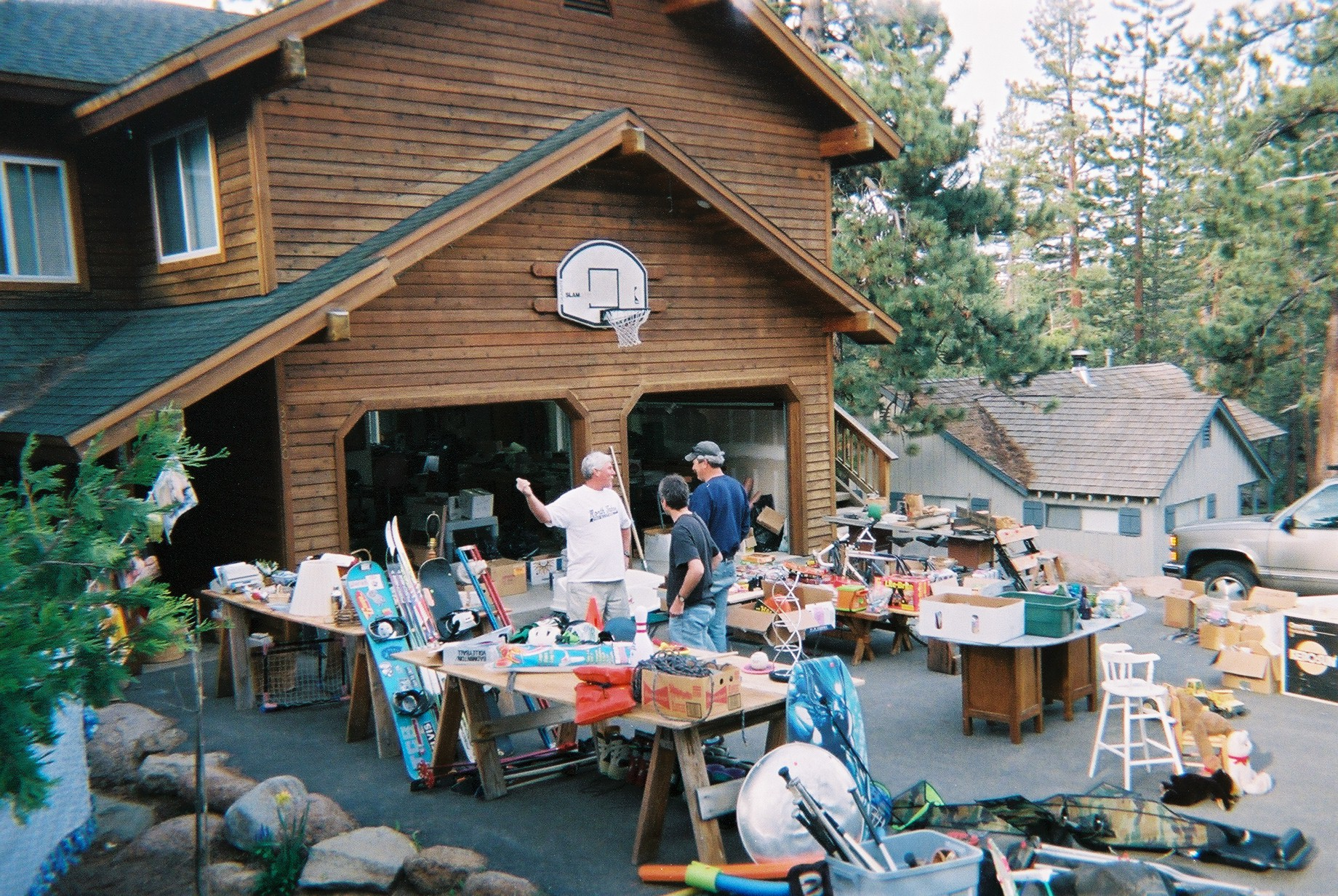
Uma venda de garagem é um lugar comum para encontrar produtos usados baratos

Bens usados significa qualquer item de propriedade pessoal oferecido para venda não como novo, incluindo metais em qualquer forma, exceto moedas com curso legal, mas excluindo livros, revistas e selos postais.

## Riscos
Móveis, em particular roupas de cama ou estofados, podem ter percevejos, se não tiverem sido examinados por um especialista.

## Benefícios
A reciclagem de bens através do mercado de segunda mão reduz o uso de recursos na fabricação de novos bens e diminui os resíduos que devem ser descartados, ambos benefícios ambientais significativos. Outro benefício da reciclagem de roupas é a criação de novas peças de roupas a partir de peças de roupas recicladas para fazer uma peça totalmente nova. Isso foi feito por vários designers de moda recentemente e vem crescendo nos últimos anos. No entanto, os fabricantes que lucram com as vendas de novos produtos perdem as vendas correspondentes. A pesquisa científica mostra que a compra de bens usados reduz significativamente a pegada de carbono e as emissões de CO2 em comparação com o ciclo de vida completo do produto, devido à menor produção, fornecimento de matéria-prima e logística. Muitas vezes, a pegada de carbono relativa da produção, fornecimento de matéria-prima e cadeia de suprimentos é desconhecida. Uma metodologia científica foi feita para analisar o quanto as emissões de CO2 são reduzidas ao comprar bens usados como hardware de segunda mão versus hardware novo.
Bens de segunda mão de qualidade podem ser mais duráveis do que bens novos equivalentes.

## Tipos de transferências
Muitos itens considerados obsoletos e sem valor nos países desenvolvidos, como ferramentas manuais e roupas de décadas, são úteis e valiosos em comunidades carentes do país ou em países em desenvolvimento. Países subdesenvolvidos como a Zâmbia são extremamente receptivos às roupas de segunda mão doadas. Numa altura em que a economia do país estava em forte decadência, os bens usados davam emprego ao manter "muitos outros ocupados com reparações e alterações". Criou um tipo de economia derivada em uma época em que muitos zambianos estavam desempregados. As roupas e materiais usados que foram doados ao país também permitiram a produção de “uma ampla gama de tecidos” cujas importações antes eram restritas. O comércio é essencialmente executado por mulheres que operam seus pequenos negócios com base em associações e redes locais. Isso não apenas proporciona o auto-emprego, mas também aumenta a renda familiar e melhora a economia. Mas enquanto muitos países seriam bem-vindos a bens de segunda mão, também é verdade que há países necessitados que recusam itens doados. Países como Polônia, Filipinas e Paquistão são conhecidos por rejeitar itens de segunda mão por "medo de doenças venéreas e risco à higiene pessoal". Semelhante a esses países, a Índia também recusa aimportação de roupas de segunda mão, mas aceitará a importação de fibras de lã, incluindo meias mutiladas , que é um termo que significa "roupas de lã trituradas por máquina no Ocidente antes da exportação". Através da produção de lã de má qualidade (lã reciclada), a maior parte da qual é produzida no norte da Índia hoje, roupas não utilizadas podem ser recicladas em fibras que são transformadas em fios para reutilização em "novos" bens usados.

## Tipos

### Roupa usada
Nos países desenvolvidos, roupas usadas indesejadas são frequentemente doadas para instituições de caridade que as separam e vendem. Alguns deles distribuem algumas das roupas para pessoas de baixa renda gratuitamente ou a um preço muito baixo. Outros vendem todas as roupas coletadas a granel para um redistribuidor comercial de roupas usadas e depois usam os fundos arrecadados para financiar suas atividades. Nos Estados Unidos, quase cinco bilhões de libras de roupas são doadas para lojas de caridade a cada ano. Apenas cerca de 10% pode ser revendido pelas lojas de caridade. Cerca de um terço das roupas doadas é comprada, geralmente a granel e com grande desconto, por comerciantes e recicladores de tecidos, que as exportam para outros países. Algumas das roupas usadas também são contrabandeadas para o México.
Roupas usadas inadequadas para venda em um mercado rico ainda podem encontrar um comprador ou usuário final em outro mercado, como um mercado estudantil ou uma região menos rica de um país em desenvolvimento. Nos países em desenvolvimento, como a Zâmbia, roupas de segunda mão são classificadas, recicladas e às vezes redistribuídas para outras nações. Algumas das sobras são guardadas e usadas para criar modas únicas que permitem aos moradores construir identidade. O comércio não só representa uma grande fonte de emprego para mulheres como para homens, mas também sustenta outras facetas da economia: os comerciantes compram madeira e outros materiais para seus estandes, cabides de metal para expor roupas e alimentos e bebidas para clientes. As transportadoras também encontram trabalho ao transportar as roupas das fábricas para vários locais. O comércio de roupas de segunda mão é fundamental para a vida de muitos cidadãos que vivem nesses países.
A importação de roupas usadas às vezes é contestada pela indústria têxtil nos países em desenvolvimento. Eles estão preocupados que menos pessoas vão comprar as roupas novas que eles fazem quando é mais barato comprar roupas usadas importadas. Quase todas as roupas feitas no México são destinadas à exportação, e a indústria têxtil mexicana se opõe à importação de roupas usadas.

### Eletrônicos e eletrodomésticos
Os eletrônicos geralmente são comercializados como bens de segunda mão e podem representar um perigo se descartados incorretamente. Muitos deles ainda podem ser usados, apesar de às vezes estarem desatualizados (por exemplo, TVs, que, enquanto as pessoas podem comprar um novo O-LED e descartar uma TV LCD mais antiga, se ainda estiver funcional, ela pode ser vendida, não descartada). No caso de eletrônicos, os eletrônicos mais antigos (como equipamentos de áudio domésticos) podem durar mais que os novos. É o mesmo para alguns eletrodomésticos.

### Outros itens
O Sierra Club, uma organização ambientalista, argumenta que a compra de móveis de segunda mão é a maneira "mais verde" de mobiliar uma casa.